# VV Utrecht (voetbalclub)
VV Utrecht was een voetbalclub uit Utrecht, spelend op zondagen.
De club werd opgericht onder de naam "Rood Zwart" maar werd in 1912 hernoemd tot VV Utrecht. De club fuseerde in 2005 met SV Zwaluwen Vooruit tot OV Zwaluwen Utrecht 1911.
Het tenue van de club bestond uit een zwarte broek en een rood/zwart shirt.
Ten tijde van de fusie van DOS, Elinkwijk en Velox tot FC Utrecht maakte VV Utrecht bezwaar tegen de naam vanwege mogelijke aantasting van haar goede naam wanneer FC Utrecht in de problemen zou komen. Dit bezwaar werd later door de KNVB ongegrond verklaard.

## Bekende spelers
- Willy Carbo
- Rob de Wit
- Jan Wouters
- Mark Verkuijl[3]
- Anouar Diba
- Raymond de Vries